# Bostelbrug
De Bostelbrug is een vaste brug uit 1908 in de binnenstad van de Nederlandse stad Leiden. De brug maakt deel uit van de Prinsessekade en overbrugt de Oude Rijn waar die verdergaat als het Galgewater.

## Typering
De Bostelbrug is een plaatbrug met gemetselde en betonnen pijlers en drie doorvaartopeningen. Het brugdek is gemaakt van stalen balken en stampbeton en afgedekt met gietasfalt.

## Geschiedenis
De verbinding tussen de beide Rijnoevers was gedurende lang tijd beperkt tot de Oude of Vischbrug. Met de aanleg in 1324 van wat nu de Kippenbrug heet kwam daar een tweede brug bij, waarna meerdere volgden, waaronder omstreeks 1400 op deze plek een houten brug gebouwd door Jan Grietenzoon. Deze diende oorspronkelijk alleen als toegang tot de landerijen en er was een open vac in gelaten om gebruik als rijweg te voorkomen. De brug werd in 1526 vervangen door een stenen. Omstreeks 1667 werd de stenen brug vervangen door een dubbele houten ophaalbrug, die in 1787 vernieuwd werd. Die houten brug werd omstreeks 1863 weer vervangen door een vaste stenen brug. In 1908 werd de brug gewijzigd en verbreed en voorzien van twee-armige gietijzeren lantarenpalen, die echter in de loop der tijd weer verwijderd werden. In 1950 werd de brug geheel vernieuwd. In 1982 volgde een restauratie, waarbij een viertal lantaarnpalen in oude stijl werden teruggeplaatst.
De brug heette van oudsher Bostelbrug, hetgeen verwijst naar bostel het afvalproduct van bier. Vanaf 1447 werd namelijk vlak bij de brug de zogenaamde Markt van Bostel gehouden. Nadat de brug enige tijd als Borstelbrug werd aangeduid werd het in de 20ste eeuw weer officieel de Bostelbrug.
In de binnenstad:

Aeldisbrug ·
Alkemadebrug ·
Asschuurbrug ·
Blauwpoortsbrug ·
Blekersbrug ·
Bostelbrug ·
Catharinabrug ·
Derde Waardbrug ·
Doelenbrug ·
Doelengrachtsbrug ·
Doelenpoortsbrug ·
Dullebrug ·
Franciskanerbrug ·
Gansoordbrug ·
Gepekte Brug ·
Groenebrug ·
Groenhazenbrug ·
Grofsmederijbrug ·
Grote Havenbrug ·
Hapynionbrug ·
Helarbrug ·
Herenbrug ·
Herenpoortsbrug ·
Hogewoerdsbrug ·
Hoogeveensbrug ·
Huigbrug ·
Hulpwerfbrug ·
Jan van Houtbrug ·
Jan Vossenbrug ·
Karnemelksbrug ·
Katoenbrug ·
Kazernebrug ·
Kerkbrug ·
Kerkpleinbrug ·
Kippenbrug ·
Kleine Havenbrug ·
Kleine Paterbrug ·
Koepoortsbrug ·
Koornbrug ·
Koningsbrug ·
Kraaierbrug ·
Laatste Brug ·
Lijsbethbrug ·
Looiersbrug ·
Lourisbrug ·
Loviumbrug ·
Marebrug ·
Marepoortsbrug ·
Mecklenburgerbrug ·
Minnebroersbrug ·
Molensteegbrug ·
Morspoortbrug ·
Nassaubrug ·
Neksluisbrug ·
Nieuwsteegbrug ·
Nonnenbrug ·
Noordeindsbrug ·
Noord-Kijfbrug ·
Oranjebrug ·
Paterbrug ·
Pauwbrug ·
Poppebrug ·
Rembrandtbrug ·
Reuvensbrug ·
Rijnbrug ·
Rijnsburgerbrug ·
Scheluwbrug ·
Singelbrug ·
Sint Jansbrug ·
Sint Jeroensbrug ·
Sint Sebastiaansbrug ·
Stadsmolensluis ·
Tapijtkloppersbrug ·
Trekvaartbrug ·
Turfmarktsbrug ·
Tweede Waardbrug ·
Utrechtse Brug ·
Valkbrug ·
Van Disselbrug ·
Verversbrug ·
Vierde Waardbrug ·
Visbrug ·
Vlietbrug ·
Vreewijkbrug ·
Warmonderbrug ·
Weverbrug · 
Wijnbrug ·
Wisenniabrug ·
Wittepoortsbrug ·
Zijlpoortsbrug ·
Zuid-Kijfbrug ·
Zuidsingelbrug
Overige bruggen:

Groenhovenbrug ·
Haagbrug ·
Haagsche Schouwbrug ·
Hoflandbrug ·
Hooghkamerbrug ·
Jaagbrug ·
Jan van Goyenbrug ·
Julius Caesarbrug ·
Kanaalbrug · 
Lammebrug ·
Oud-Hortuszichtbrug ·
Trekvlietbrug ·
Schrijversbrug ·
Spanjaardsbrug ·
Spoorbrug RSK ·
Spoorbrug De Vink ·
Staatsspoorbrug ·
Stevensbrug ·
Stevenshofbrug ·
Sumatrabrug ·
Waddingerbrug ·
Wilhelminabrug ·
Wouterenbrug ·
Zijlbrug